# آلیس نکوم
آلیس نکوم (انگلیسی: Alice Nkom; ۱۴ ژانویهٔ ۱۹۴۵ -) وکیل فعال حقوق بشر اهل کامرون است. وی به خاطر دفاع از حقوق ال‌جی‌بی‌تی در کامرون و مشخصا تلاش برای لغو قوانینی که برای همجنس‌گرایی مجازات تعیین می‌کند شناخته شده‌است.
نکوم در تولوز، فرانسه حقوق خواند و در دوالا از سال ۱۹۶۹ به وکالت مشغول گشت. در سن ۲۴ سالگی اولین زن سیاه‌پوست بود که مجوز وکالت در کامرون را دریافت کرد.